# De Vos (molen)
De Vos of Heense Molen is een ronde stenen grondzeiler uit 1714. De molen bevindt zich aan de Rijksweg 51 in het gehucht Heense Molen, dat tegenwoordig deel uitmaakt van Nieuw-Vossemeer (gemeente Steenbergen). De molen heeft tot 1961 op windkracht gemalen en is in 1979 aangekocht door de toenmalige gemeente Nieuw-Vossemeer, die hem heeft laten restaureren. Na gemeentelijke herindelingen is de korenmolen eigendom van de gemeente Steenbergen geworden.
De molen is op gezette tijden voor bezichtiging geopend.
In de molen bevinden zich 2 koppel 17der kunststenen.